# Koreanische Sozialdemokratische Partei

Parteiflagge der KSDP

Die Koreanische Sozialdemokratische Partei (KSDP) (auch Sozialdemokratische Partei Koreas [SDPK] genannt; koreanisch Chosŏn Sahoeminjudang; bis 1981 Koreanische Demokratische Partei, koreanisch Chosŏn Minjudang) ist eine 30.000 Mitglieder starke nordkoreanische Blockpartei. Sie muss sich den Vorgaben der kommunistischen Partei der Arbeit Koreas beugen.
Parteivorsitzender (offiziell Vorsitzender des Zentralkomitees) ist Pak Yong-il.
Seit 1982 erscheint vierteljährlich das Organ des Zentralkomitees der KSDP Chŏson Sahoeminjudang in koreanischer Sprache und unter dem Titel The Korean Social Democratic Party bzw. KSDP says in englischer Sprache.

## Geschichte
Die Koreanische Sozialdemokratische Partei wurde am 3. November 1945 unter dem Namen Koreanische Demokratische Partei gegründet. Erster Vorsitzender war der nationalistische Politiker Cho Man-sik. Im Zuge der Konsolidierung der kommunistischen Staatsmacht in Nordkorea wurde Cho Man-sik im Februar 1946 abgesetzt. Die Demokratische Partei wurde in der Folge von Anhängern der Kommunisten unter dem späteren Staatschef Kim Il-sung unterwandert. Vorsitzender wurde der frühere Kommandant der antijapanischen Partisanenarmee Ch’oe Yong-gŏn. Sein Stellvertreter war in den 1950er Jahren Kang Ryang-uk, ein Onkel Kim Il-sungs. Die Partei wurde nunmehr personell wie programmatisch an die herrschende kommunistische Partei der Arbeit Koreas (PdAK) angepasst. Missliebige Mitglieder wurden entfernt. Im Januar 1981 erfolgte die Umbenennung in Koreanische Sozialdemokratische Partei.
Am 29. August 2019 wählte das Zentralkomitee der Partei Pak Yong-il zum neuen Vorsitzenden, der Kim Yŏng-dae ablöste. Kim war seit 1998 Vorsitzender des Zentralkomitees.

## Aktuelle Lage
Die KSDP verfügt über 50 Abgeordnete in der Obersten Volksversammlung, in der sie – neben der nationalreligiösen Chondoistischen Ch’ŏngu-Partei – Teil der von der PdAK dominierten Demokratischen Front für die Wiedervereinigung des Vaterlandes ist. Ähnlich dem Parteiensystem in der DDR oder der Volksrepublik China dient die KSDP nur dazu, den Anschein eines Mehrparteiensystems hervorzurufen und so dem diktatorischen System einen demokratischen Anstrich zu verleihen.
Es wird behauptet, dass die Partei über ein Organisationssystem auf allen Ebenen (Nation, Provinz, Stadt und Distrikt) verfügt. Überprüfen lässt sich dies nicht.

## Internationale Beziehungen der KSDP
Während der DDR-Zeit gab es einige Kontakte zwischen der Koreanischen Demokratischen Partei und der LDPD. Am 22. August 2008 und am 26. März 2010 verabschiedete sie mit der südkoreanischen Minju-nodong-Partei (민주노동당, Demokratische Arbeiterpartei) gemeinsame Erklärungen.
Die KSDP unterhält außerdem Kontakte zur linksnationalistischen Minjung-Partei aus Südkorea. Im Juli 2018 trafen sich Vertreter beider Parteien im chinesischen Shenyang, wobei die Mitglieder der Minjung-Partei das südkoreanische Wiedervereinigungsministerium missachteten, das das Treffen nicht autorisiert hatte. Nachdem die KSDP im August 2019 Pak Yong-il zum neuen Vorsitzenden wählte, schickte die Minjung-Partei ein Gratulationsschreiben.

## Vorsitzende
| Name           | Bild | Amtszeit                          |
| -------------- | ---- | --------------------------------- |
| Cho Man-sik    |      | 3. November 1945 bis Februar 1946 |
| Ch’oe Yong-gŏn |      | Februar 1946 bis 1959             |
| Kang Ryang-uk  |      | 1959 bis Februar 1983             |
| I Kye-paek     |      | 17. April 1989 bis Juli 1993      |
| Kim Pyŏng-sik  |      | Juli 1993 bis November 1993       |
| Kim Yŏng-dae   |      | August 1998 bis August 2019       |
| Pak Yong-il    |      | seit August 2019                  |